# 1991 v športu
1991 v športu.

## Avto - moto šport
- Formula 1: Ayrton Senna, McLaren – Honda, slavi s šestimi zmagami in 96 točkami, med konstruktorji slavi prav tako McLaren – Honda z 139 točkami
- 500 milj Indianapolisa: slavil je Rick Mears, ZDA, z bolidom Penske-Chevrolet za moštvo Penske Racing, Inc[1]

## Kolesarstvo
- Tour de France 1991: Miguel Induraín, Španija, prva od skupaj petih zaporednih zmag na Touru
- Giro d'Italia: Franco Chiocciolo, Italija

## Košarka
- Pokal evropskih prvakov: KK Split (pod imenom POP 84), tretji zaporedni naslov
- NBA: 12. junija Chicago Bulls s 4 proti 1 v zmagah proti Los Angeles Lakersom osvojijo svoj prvi prstan prvakov, MVP finala je Michael Jordan, prvič od skupaj šestkrat[2]
- Evropsko prvenstvo v košarki 1991: 1. Jugoslavija, 2. Italija, 3. Španija[3]
- 7. november – Magic Johnson oznani, da je virus HIV pozitiven, zaradi česar konča svojo športno kariero

## Nogomet
- Liga prvakov: Crvena zvezda je po enajstmetrovkah s 5:3 premagala Olympique de Marseille v finalu Lige prvakov[4]

## Smučanje
- Alpsko smučanje:  
  - Svetovni pokal v alpskem smučanju, 1991: 
    - Moški: Marc Girardelli, Luksemburg, njegov četrti, zadnji naslov[5]
    - Ženske: Petra Kronberger, Avstrija, njen drugi, predzadnji naslov[6]

  - Svetovno prvenstvo v alpskem smučanju – Saalbach-Hinterglemm 1991: 
    - Moški:
    - Slalom: Marc Girardelli, Luksemburg
    - Veleslalom: Rudolf Nierlich, Avstrija
    - Superveleslalom: Stephan Eberharter, Avstrija
    - Smuk: Franz Heinzer, Švica
    - Kombinacija: Stephan Eberharter, Avstrija
    - Ženske:
    - Slalom: Vreni Schneider, Švica
    - Veleslalom: Pernilla Wiberg, Švedska
    - Superveleslalom: Ulrike Maier, Avstrija
    - Smuk: Petra Kronberger, Avstrija
    - Kombinacija: Chantal Bournissen, Švica
- Nordijsko smučanje: 
  - Svetovni pokal v smučarskih skokih 1991
    - 1. Andreas Felder, Avstrija, 2. Stephan Zünd, Švica, 3. Dieter Thoma, Nemčija[7]
    - Pokal narodov – 1. Avstrija, 2. Nemčija, 3. Finska

## Tenis
- Turnirji Grand Slam za moške:
  - 1. Odprto prvenstvo Avstralije: Boris Becker, Nemčija[8]
  - 2. Odprto prvenstvo Francije: Jim Courier, ZDA
  - 3. Odprto prvenstvo Anglije – Wimbledon:  Michael Stich, Nemčija[9]
  - 4. Odprto prvenstvo ZDA: Stefan Edberg, Švedska
- Turnirji Grand Slam za ženske:
  - 1. Odprto prvenstvo Avstralije: Monica Seleš, Jugoslavija[10]
  - 2. Odprto prvenstvo Francije: Monica Seleš, Jugoslavija
  - 3. Odprto prvenstvo Anglije – Wimbledon: Steffi Graf, Nemčija[11]
  - 4. Odprto prvenstvo ZDA: Monica Seleš, Jugoslavija
- Davisov pokal: Francija slavi s 3-1 nad ZDA[12]

## Hokej na ledu
- NHL – Stanleyjev pokal: Pittsburgh Penguins slavijo z 4 – 2 v zmagah proti Minnesota North Stars
- Svetovno prvenstvo 1991: Švedska osvoji zlato pred Kanado, ki je srebrna, bron gre v roke Sovjetom[13]

## Rojstva
- 7. januar: Eden Hazard, belgijski nogometaš
- 9. januar: Luka Božič, slovenski kanuist
- 20. januar: Polona Hercog, slovenska tenisačica
- 20. januar: Jacqueline Seifriedsberger, avstrijska smučarska skakalka
- 3. februar: Elena Curtoni, italijanska alpska smučarka
- 18. februar: Dejvid Ahmetović, slovenski hokejist
- 27. februar: Anja Tepeš, slovenska smučarska skakalka
- 5. marec: Michael Hayböck, avstrijski smučarski skakalec
- 8. marec: Eva Logar, slovenska smučarska skakalka
- 9. marec: Boštjan Kline, slovenski alpski smučar
- 20. marec: Alexis Pinturault, francoski alpski smučar
- 5. april: Vid Poteko, slovenski rokometaš
- 10. april: Eric Pance, slovenski hokejist
- 27. april: Lara Gut, švicarska alpska smučarka
- 13. maj: Anders Fannemel, norveški smučarski skakalec
- 15. maj: Anamari Velenšek, slovenska judoistka
- 20. maj: Henrik Ojamaa , estonski nogometaš
- 11. junij: Sasu Salin, finski košarkar
- 19. junij: Klemen Kosi, slovenski alpski smučar
- 28. junij: Kevin De Bruyne, belgijski nogometaš
- 12. julij: James Rodríguez, kolumbijski nogometaš
- 15. julij: Danilo Luiz da Silva, brazilski nogometaš
- 22. julij: Marjan Jelenko, slovenski nordijski kombinatorec
- 22. julij: Matej Gaber, slovenski rokometaš
- 5. avgust: Esteban Gutiérrez, mehiški dirkač
- 14. avgust: Richard Freitag, nemški smučarski skakalec
- 22. avgust: Federico Macheda, italijanski nogometaš
- 26. avgust: Andraž Pograjc, slovenski smučarski skakalec
- 30. avgust: Ken Ograjenšek, slovenski hokejist
- 20. september: Jernej Pečnik, slovenski spidvejist
- 7. oktober: Marko Bauman, slovenski hokejist
- 18. oktober: Damjan Bohar, slovenski nogometaš
- 31. oktober: Anže Kuralt, slovenski hokejist

## Smrti
- 12. februar: Wilhelm Brinkmann, nemški rokometaš (* 1910)
- 9. marec: Max Fourny, francoski dirkač (* 1904)
- 14. maj: Aladár Gerevich, madžarski sabljaški mojster (* 1910)
- 15. maj: Fritz Riess, nemški dirkač Formule 1 (* 1922)
- 13. junij: Irma Gräfin von Schmidegg, avstrijska alpska smučarka (* 1901)
- 28. junij: Hans Nüsslein, nemški tenisač in trener (* 1910)
- ? avgust: Louise Ellsworth Hammond Raymond, ameriška tenisačica (* 1886)
- 10. september: Jack Crawford, avstralski tenisač (* 1908)
- 12. november: Venjamin Aleksandrov, ruski hokejist (* 1937)
- 17. november: Adrian Quist, avstralski tenisač (* 1913)
- 3. december: George Lott, ameriški tenisač (* 1906)
- 7. december: Gordon Pirie, angleški atlet (* 1931)
- 15. december: Reidar Andersen, norveški smučarski skakalec (* 1911)
- 22. december: Franz Brunner, avstrijski rokometaš (* 1913)